# Capella de les Santes Puelles (Talteüll)

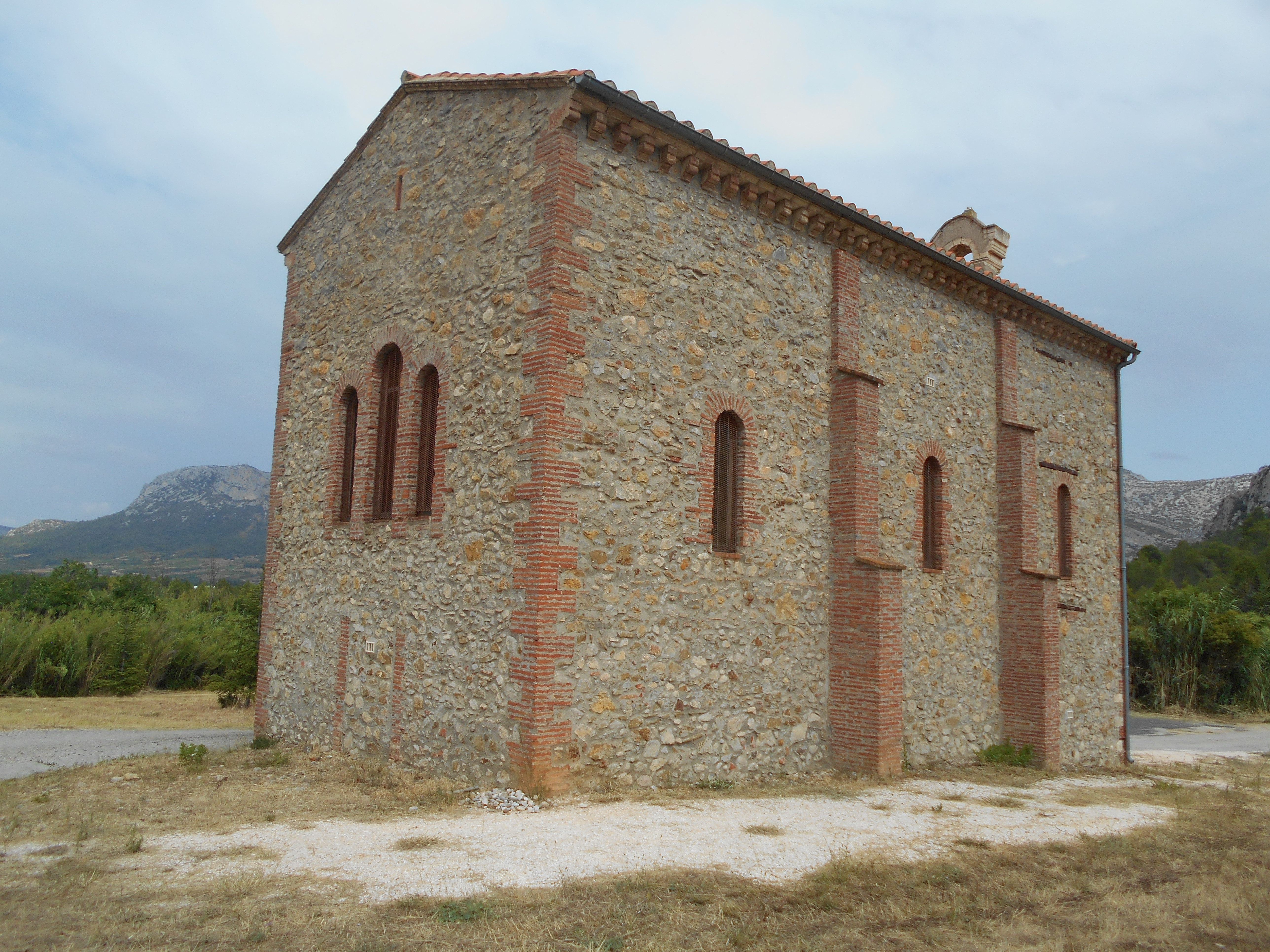
Ermita de les Santes Puelles

Les Santes Puelles és una capella, tal vegada antigament parroquial, del poble desaparegut de les Santes Puelles, en el terme comunal rossellonès de Talteüll, a la Catalunya del Nord.
Està situada 1,3 quilòmetres en línia recta a ponent del poble de Talteüll.
La capella actual és una reconstrucció del 1876, però està documentada ja des del 1292: loco vocato Sentes Pudseles. Era dedicada a les dues joves que recolliren el cos de sant Sadurní, bisbe de Tolosa.